# ادواردو فریرا
ادواردو فریرا (انگلیسی: Eduardo Ferreira؛ زادهٔ ۸ اکتبر ۱۹۸۳) یک بازیکن فوتبال اهل برزیل است
وی همچنین در تیم‌های ملی فوتبال گینه گینه استوایی بازی کرده‌است.